# ニールジャニ – ヘルジマノヴァ・フチ線
ニールジャニ～ヘルジマノヴァ・フチ線（チェコ語: Železniční trať Nýřany – Heřmanova Huť）は、チェコ国鉄の鉄道線の名称である。路線番号は181。
1890年、プラハ鉄道産業によって開業した。

## 運行形態
- ニールジャニ - ヘルジマノヴァ・フチ
全て各駅停車。2時間に1本の運行。ニールジャニで180号線のプルゼニ方面普通と接続する。
2019年以前は、平日は一日13往復、土曜日は一日8往復、休日は一日7往復の運行。運行間隔は1～4時間でまちまちだが、発車時刻の「分」は統一されていた（早朝を除く）。また、ニールジャニで180号線の双方向と接続していた。

## 駅一覧
以下では、チェコ国鉄181号線の駅と営業キロ、停車列車、接続路線などを一覧表で示す。なお、全て各駅停車である。
| 路線名 | 駅名                                         | 駅間営業キロ | 累計営業キロ | 接続路線 | 所在地     | 所在地       |
| ------ | -------------------------------------------- | ------------ | ------------ | -------- | ---------- | ------------ |
| 181    | ニールジャニ駅                               | -            | 0.0          | 180号線  | プルゼニ州 | プルゼニ北郡 |
| 181    | カメンニー・ウーイェズド・ウ・ニールジャン駅 | 1.3          | 1.3          |          | プルゼニ州 | プルゼニ北郡 |
| 181    | ブラトニツェ・ウ・ニールジャン駅             | 2.6          | 3.9          |          | プルゼニ州 | プルゼニ北郡 |
| 181    | ロフロフ駅                                   | 1.3          | 5.2          |          | プルゼニ州 | プルゼニ北郡 |
| 181    | プルジェヒーショフ駅                         | 1.3          | 6.5          |          | プルゼニ州 | プルゼニ北郡 |
| 181    | ヘルジマノヴァ・フチ駅                       | 3.1          | 9.6          |          | プルゼニ州 | プルゼニ北郡 |